# Zone de défense hautement sensible
Une zone de défense hautement sensible (ZDHS) est une zone du territoire français dont la sensibilité est importante pour la protection des intérêts français.

## Réglementation
Une ZDHS est décrétée par un arrêté du Ministère de la Défense et englobe une zone du territoire qui présente un intérêt vital pour la France ou un risque immédiat et important pour la population. La circulation dans ces zones est strictement réglementée et seul le responsable du site peut autoriser l'entrée. Un plan de protection classé Secret Défense est édité afin de garantir la sécurité du site.
Dans une ZDHS, les militaires ont le droit, après sommations, de déployer la force armée absolument nécessaire pour empêcher ou interrompre toute intrusion.

### Proposition législative
Les centrales nucléaires sont actuellement classées SEVESO. Une proposition parlementaire a été déposée en 2013 pour les faire classer ZDHS, toutefois celle-ci est restée sans suite.

## Ancien nom
Le nom de zone militaire sensible (ZMS) a existé jusqu'à l'abrogation du texte en octobre 2004. Le texte était plus restrictif et permettait du piégeage sur la zone.
La ZDHS a repris quasiment toutes les caractéristiques de la ZMS.